# Apochthonius irwini
Apochthonius irwini es una especie de arácnido  del orden Pseudoscorpionida de la familia Chthoniidae.

## Distribución geográfica
Se encuentra en California (Estados Unidos).